# Telescopio varifocal de lentes de gas
Un telescopio varifocal de lentes de gas es un tipo de telescopio experimental que utiliza un sistema de lentes basadas  en la propiedad de los gases de variar su índice de refracción cuando cambia su temperatura.
Las primeras lentes de gas se idearon en la década de 1960, y su uso inicial estuvo centrado en la óptica de precisión de dispositivos térmicos de luz láser, como herramientas de corte de precisión o incluso para producir fusiones termonucleares en reactores generadores de energía.
Su utilización en telescopios data de la década de 1990, aunque su complejidad técnica no compensa las ventajas obtenidas, por lo que su uso no se ha generalizado.